# Бунич (Удбина)
44°40′ пн. ш. 15°38′ сх. д. / 44.67° пн. ш. 15.63° сх. д.
Бунич (хорв. Bunić) — населений пункт у Хорватії, у Лицько-Сенській жупанії у складі громади Удбина.

## Населення
Населення за даними перепису 2011 року становило 133 осіб.
Динаміка чисельності населення поселення:

## Клімат
Середня річна температура становить 8,41 °C, середня максимальна – 23,11 °C, а середня мінімальна – -7,96 °C. Середня річна кількість опадів – 1280 мм.
| Клімат поселення                              | Клімат поселення | Клімат поселення | Клімат поселення | Клімат поселення | Клімат поселення | Клімат поселення | Клімат поселення | Клімат поселення | Клімат поселення | Клімат поселення | Клімат поселення | Клімат поселення | Клімат поселення |
| Показник                                      | Січ.             | Лют.             | Бер.             | Квіт.            | Трав.            | Черв.            | Лип.             | Серп.            | Вер.             | Жовт.            | Лист.            | Груд.            |                  |
| Середній максимум, °C                         | 5,59             | 6,79             | 10,35            | 14,44            | 19,23            | 22,68            | 23,11            | 22,87            | 18,62            | 13,77            | 8,39             | 4,15             |                  |
| Середня температура, °C                       | −1,17            | 0,01             | 3,59             | 7,66             | 12,46            | 15,89            | 18,37            | 18,12            | 13,88            | 9,03             | 3,66             | −0,59            |                  |
| Середній мінімум, °C                          | −7,96            | −6,76            | −3,19            | 0,90             | 5,69             | 9,13             | 13,62            | 13,39            | 9,14             | 4,30             | −1,07            | −5,33            |                  |
| Норма опадів, мм                              | 91               | 94               | 96               | 107              | 96               | 95               | 71               | 84               | 123              | 137              | 159              | 127              |                  |
| Середньомісячна швидкість вітру, м/с          | 1.97             | 2.09             | 2.35             | 2.30             | 2.14             | 1.92             | 1.87             | 1.76             | 1.85             | 1.95             | 2.15             | 2.19             |                  |
| Середньомісячна сонячна радіація, кДж/м²·день | 4628             | 7268             | 10768            | 15232            | 19304            | 21325            | 22972            | 19958            | 14718            | 9439             | 4987             | 3822             |                  |
| --------------------------------------------- | ---------------- | ---------------- | ---------------- | ---------------- | ---------------- | ---------------- | ---------------- | ---------------- | ---------------- | ---------------- | ---------------- | ---------------- | ---------------- |
| Джерело:                                      |                  |                  |                  |                  |                  |                  |                  |                  |                  |                  |                  |                  |                  |